# Систром, Кевин
Кевин Систром (англ. Kevin Systrom; род. 30 декабря 1983 года, Холлистон, США) — американский предприниматель и программист, создатель и бывший генеральный директор социальной сети «Инстаграм». Миллиардер.

## Биография
Кевин Систром родился 30 декабря 1983 года в Холлистоне, штат Массачусетс. По происхождению относится к белым англосаксонским протестантам.
Мать Систрома Диана была маркетологом компании Zipcar, а также работала в «Monster and Swapit» во время первого пузыря доткома. Отец Дуглас был вице-президентом кадровой службы в компании TJX. Дедушка и бабушка Кевина по материнской линии являлись членами Первой конгрегационалистской церкви Хэнкока.
В детстве Систром создавал собственные уровни в игре Doom 2 и подшучивал над друзьями в мессенджере AOL с помощью программ, позволявших ему контролировать курсор мыши на их компьютере и разрывать соединение с сетью. Также во время учёбы в средней школе Кевин работал в магазине «Boston Beat» в Бостоне.
В 2002 году Систром окончил частную школу Миддлсекса в Конкорде, штат Массачусетс, где углублённо изучал компьютерное программирование, а в 2006 — Стэнфордский университет, получив степень магистра в менеджменте. Во время учёбы в Стэнфорде Систром был членом студенческого общества Сигма Ню. Зимний период третьего курса он провел во Флоренции, изучая фотографию.
Первый опыт в стартапе Систром получил, когда вместе с двенадцатью другими студентами был выбран для участия в программе стипендиатов Mayfield Fellows Program в Стэнфордском университете. Благодаря этой программе Систром получил стажировку в компании Odeo, где начал разрабатывать различные приложения. Одним из его тогдашних коллег был будущий создатель Твиттер Джеки Дерси.
После окончания университета Кевин 2 года работал в маркетинговой службе Google, затем стал программистом в стартапе Nextstop — рекомендательный сервис на основе геолокации — основанный бывшими сотрудниками Google, которая была поглощена Facebook в 2010 году.
6 октября 2010 года в магазине приложений App Store компании Apple появилось приложение Instagram, разработкой которого занимался Кевин вместе с Гор Гаспаряном на основе проекта Burbn.
24 сентября 2018 года Кевин и Майк Кригер объявили, что они решили уйти из компании соцсети Instagram.